# Hensingham
Hensingham är en ort i civil parish Whitehaven i grevskapet Cumbria i England. Orten är belägen 12 km från Workington. Hensingham var en civil parish 1866–1934 när det uppgick i Whitehaven och Weddicar. Parish hade 2 116 invånare år 1931.